# Résolution 158 du Conseil de sécurité des Nations unies
Membres permanents
- Chine (Taïwan)
- États-Unis
- France
- Royaume-Uni
- URSS

Membres non permanents
- Argentine
- Sri Lanka
- Équateur
- Italie
- Pologne
- Tunisie

Résolution no 157 Résolution no 159
La Résolution 158 est une résolution du Conseil de sécurité de l'ONU votée le 28 septembre 1960 concernant  le Sénégal et qui recommande à l'Assemblée générale des Nations unies d'admettre ce pays comme nouveau membre.

## Contexte historique
La conquête coloniale commence dès la découverte de ces terres en 1442 par le navigateur vénitien Cadamosto pour le compte du Portugal. Les Portugais se lancent alors rapidement dans la traite des Noirs, mais devront bientôt faire face à la concurrence des négriers britanniques, français et hollandais à travers le Commerce triangulaire.
Les Hollandais fondent un comptoir sur l'île de Gorée, la France établit en 1659 celui de Saint-Louis qui deviendra la première capitale du Sénégal. En 1677, les Français occupent à leur tour l'île de Gorée (un des principaux centres du commerce des esclaves avec Saint-Louis et le fort de l'île James en Gambie).

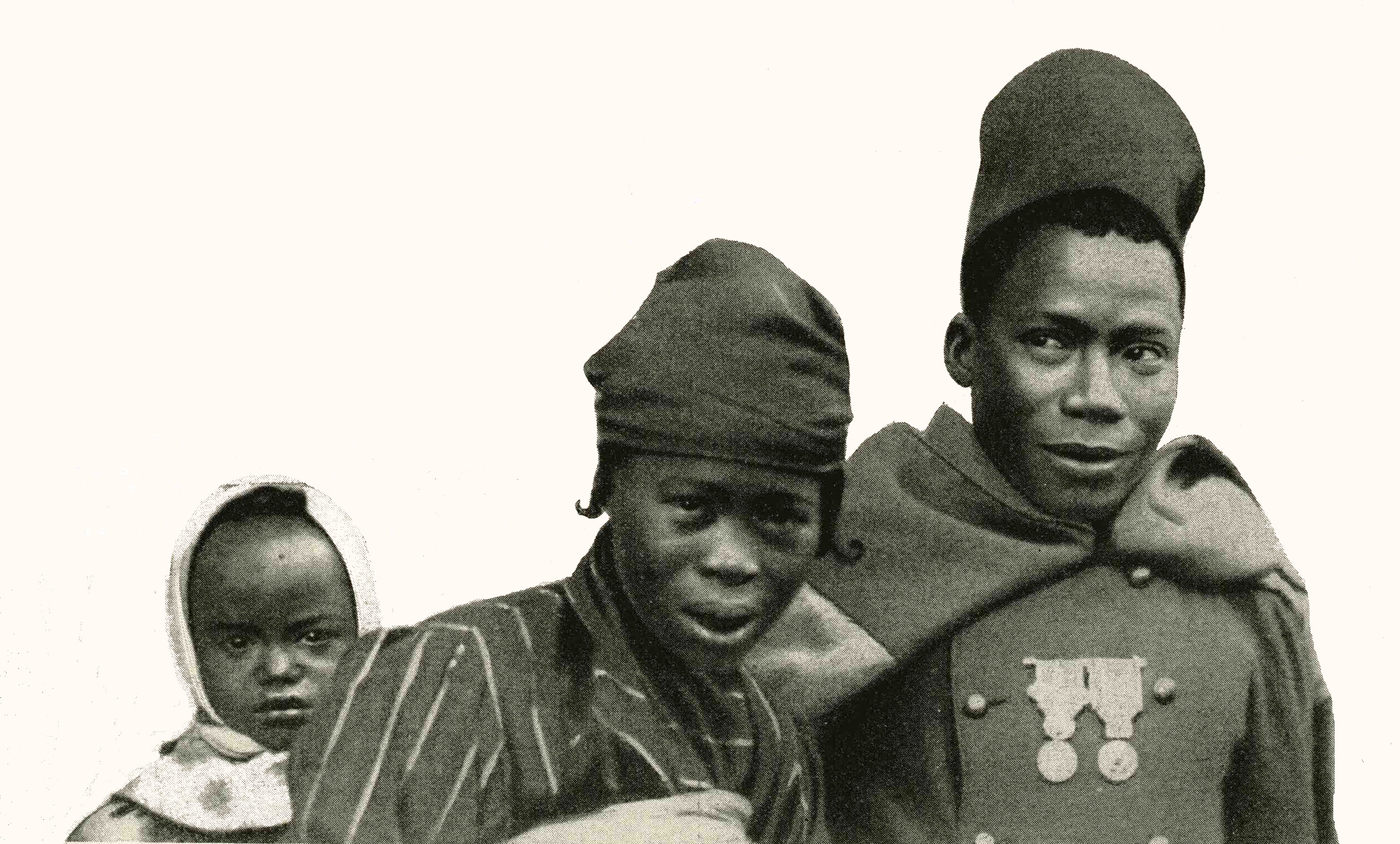
Un tirailleur et sa famille en transit à Marseille en 1913

La seconde République de 1848 crée un mandat de député pour Saint Louis. L'ordre colonial s'impose avec Faidherbe, gouverneur du Sénégal de 1854 à 1861 et de 1863 à 1865, qui jette les bases de la future Afrique-Occidentale française (AOF). Respectueux des coutumes indigènes, il étend l'influence française très au-delà du Sénégal, travaille à développer l'économie locale et créé le port de Dakar. La troisième République accorde le statut des quatre communes à Saint-Louis, Gorée, Dakar et Rufisque, puis, sous l'influence du député noir Blaise Diagne, une citoyenneté pour les habitants de ces communes en 1916 qui envoient des conscrits pendant les deux conflits mondiaux (les tirailleurs sénégalais). En 1919, certains troubles agitent Dakar. Le tirailleur Cheikou Cissé, né au Soudan français et blessé pendant la guerre, est condamné à la peine de déportation perpétuelle et envoyé au bagne de Nouvelle-Calédonie. Mort en 1933, il a fait l'objet d'une lutte de la part des milieux anticolonialistes français (dont le Secours rouge international et la SFIC communiste).
Après Saint-Louis, Dakar devient, en 1902, la capitale de l'Afrique-Occidentale française, l'une des colonies françaises.
En janvier 1959, le Soudan français (actuel Mali) et le Sénégal fusionnent pour former la Fédération du Mali, qui devient complètement indépendante le 20 juin 1960. Cette indépendance est la conséquence des transferts de pouvoirs convenus dans l'accord signé en France le 4 avril 1960. Cette date est considérée comme le jour officiel d'accession du Sénégal à l'indépendance.
Le 20 août 1960, le Sénégal se retire de la fédération du Mali et proclame son indépendance.
(issu de l'article Sénégal).
À la suite de cette résolution ce pays est admis à l'ONU le 28 septembre 1960,.

## Texte
- Résolution 158 Sur fr.wikisource.org
- Résolution 158 Sur en.wikisource.org